# Ivan Mrkvička

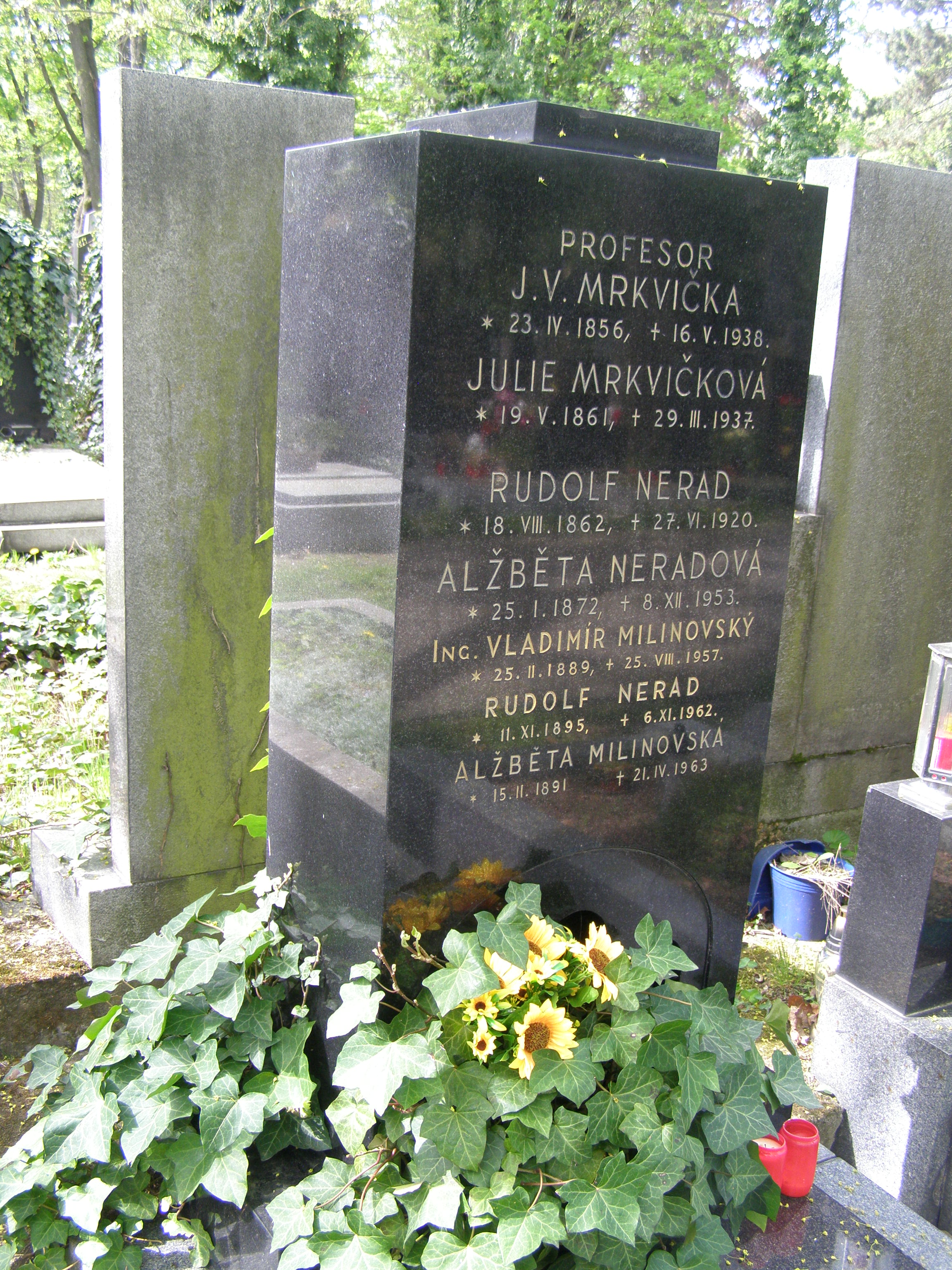
Hrob Jana Václava Mrkvičky na hřbitově Malvazinky v Praze

Ivan Mrkvička (bulharsky Иван Мърквичка, původním jménem Jan Václav Mrkvička; 23. dubna 1856 Vidim – 16. května 1938 Praha) byl český malíř, který aktivně přispěl k uměleckému životu v Bulharsku, nově osvobozeném od turecké nadvlády, na konci 19. a počátku 20. století. Je považován za jednoho ze zakladatelů bulharského moderního malířství.

## Život a dílo
Narodil se v obci Vidim nedaleko Dubé, studoval na Akademii výtvarných umění v Praze a na mnichovské akademii. Mrkvička přišel do Plovdivu v roce 1881 na pozvání vlády tehdejší Východní Rumelie. Zde působil jako učitel kreslení na gymnáziu. Spolupracoval s nejvýznamnějšími kulturními osobnostmi ve městě - Ivanem Vazovem, Konstantinem Veličkovem, Petko Karavelovem, Petko Slavejkovem.
Mrkvička uspořádal svou první samostatnou výstavu v roce 1886 a podílel se na dvou společných výstavách s Antonem Mitovem. Během jeho období v Plovdivu vytvořil některé ze svých nejznámějších děl: Sakadžii (1886), Cikánská veselice (1887), Prodavač drůbeže (1887), Tržiště v Plovdivu (1883, 1888) a další.
V roce 1889 se usadil v Sofii, v roce 1896 byl jedním ze zakladatelů Národní akademie umění. Do Plovdivu se krátce vrátil v roce 1892, aby se zúčastnil na speciální výstavě v hlavním pavilonu Plovdivských veletrhů. Na výstavě představil 15 obrazů, včetně Ulice v Plovdivu, a sochu s názvem Bulharsko - patron zemědělství a řemesel. Byl také autorem oficiálního plakátu výstavy.
Mrkvička výborně zvládal klasické malířské a kreslířské techniky a jeho tvorba byla konzervativní, ač se blížil k českému symbolismu. Nejvýznamnější úspěchy dosáhl v zachycení každodenního života, ale maloval také obrazy s historickými náměty a je autorem mnoha vysoce kvalitních portrétů (např. cara Ferdinanda I. nebo carevny Eleonory). Byl jedním z tvůrců tehdejšího znaku Bulharska a znaku Sofie. V roce 1918 se stal členem Bulharské akademie věd.
Z Bulharska se vrátil zpátky do Čech v roce 1921. Zde se věnoval hlavně malování portrétů, mimo jiné i významných politiků (např. Přemysla Šámala, Karla Baxy, Václava Klofáče).
Ivan Mrkvička zemřel v Praze 16. května 1938.
Řadu Mrkvičkových obrazů vlastní Sofijská městská galerie a Národní galerie v Praze.

## Galerie

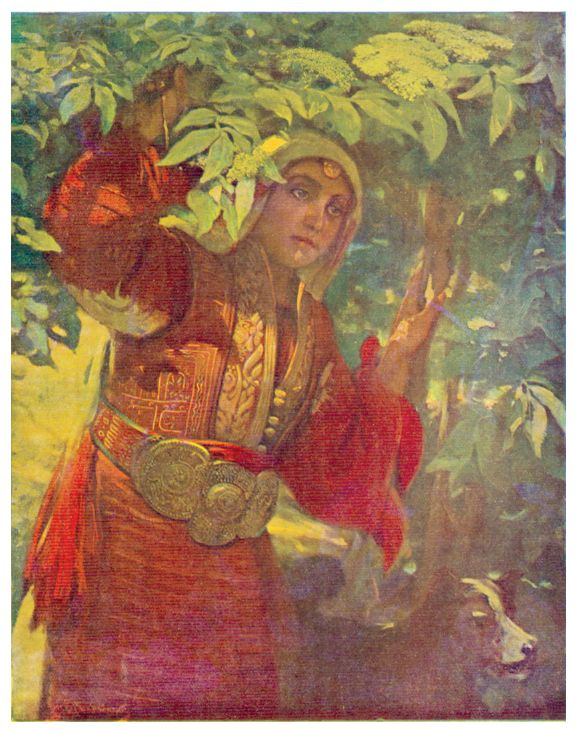
Žena ze Smileva (1931)
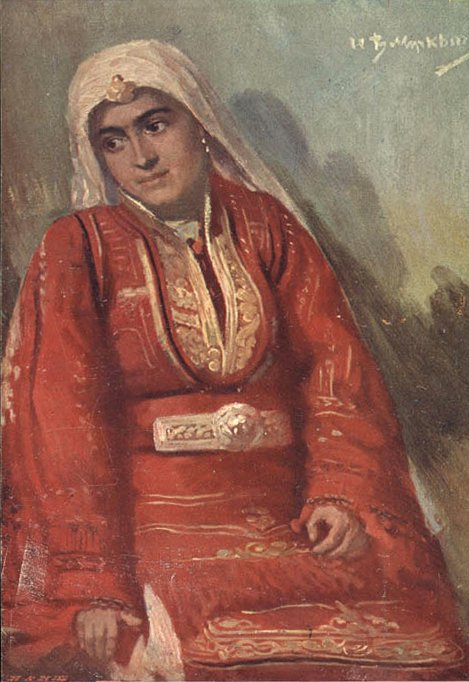
Žena ze Smileva (1931)
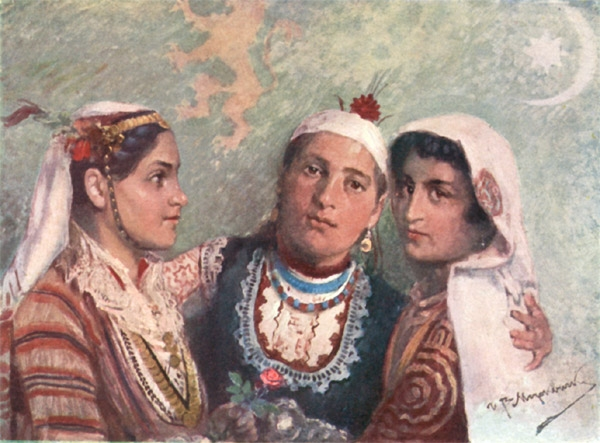
Tři sestry: Moesie, Thrákie a Makedonie (1915)
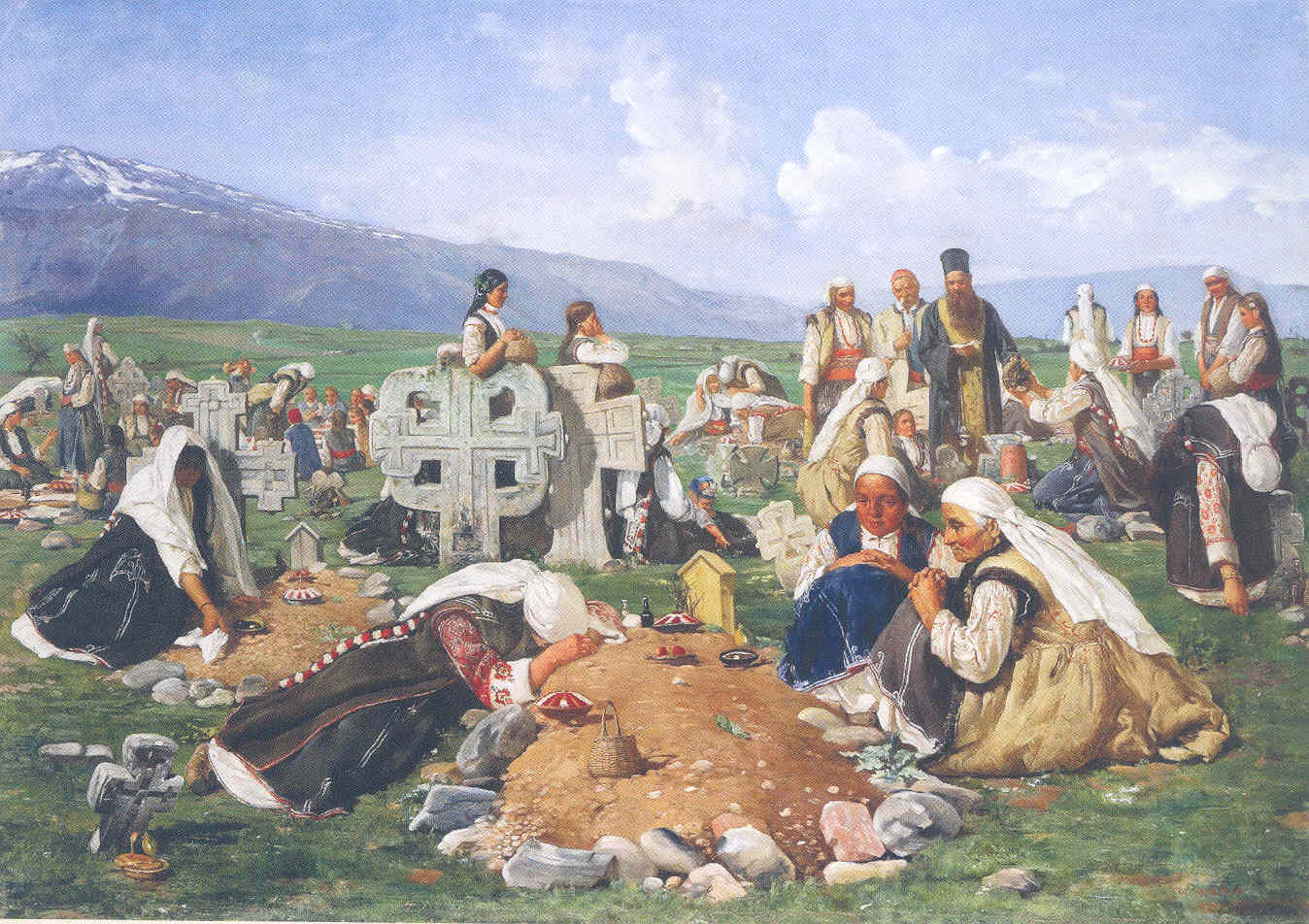
Dušičky (1890)
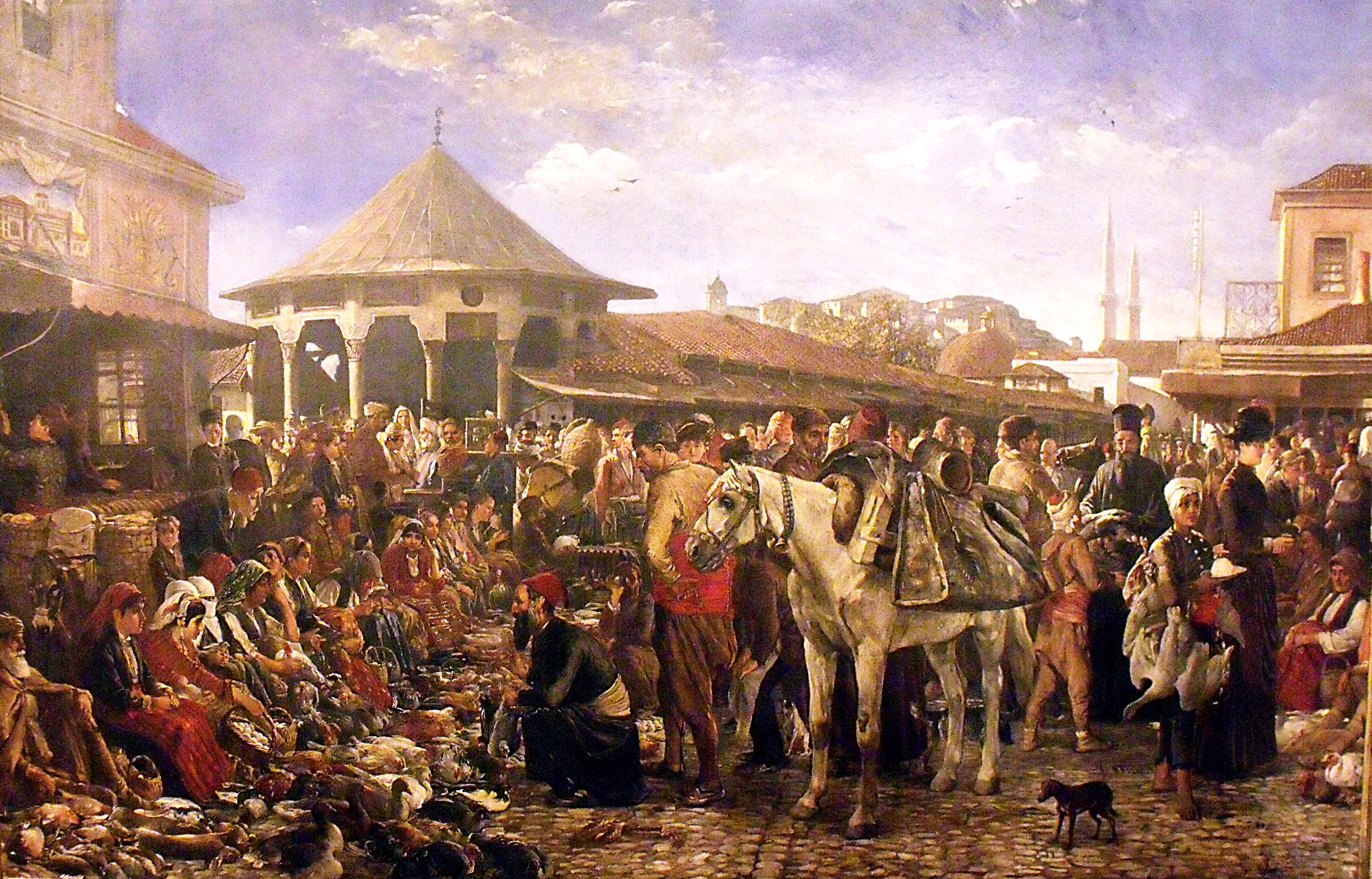
Tržiště v Plovdivu (1888)
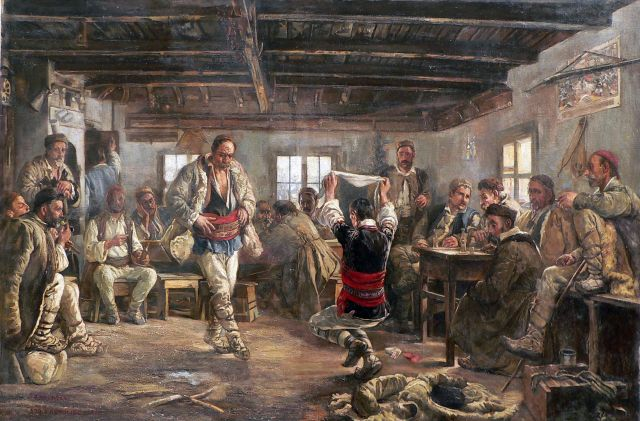
Račenica